# The Reincarnation of Benjamin Breeg
«The Reincarnation of Benjamin Breeg» es un sencillo lanzado en 2006 por la banda de heavy metal británica, Iron Maiden, perteneciente a su decimocuarto álbum de estudio, A Matter of Life and Death.
El CD solo viene con la cara B de "Hallowed Be Thy Name" de la BBC Radio 1 Legens Session. Debido a la longitud total de las dos canciones, el sencillo no era elegible para la inclusión de gráfico en el Reino Unido. El sencillo también fue lanzado en 10" clear vinyl single, que incluye sesiones para la BBC versiones de "The Trooper" y "Run to the Hills" en él.
Aunque tanto el manga y las etiquetas de 10" vinyl state que deben ser tocados en 33.3 RPM, esto es realmente incorrecto. La velocidad de reproducción correcta es de 45 RPM.
Una versión promocional del sencillo fue lanzado el 14 de agosto de 2006, con la versión completa y una versión más corta llamada "edited version" en el CD promocional de EE. UU. y la "rock club mix" en el CD promocional de Reino Unido (ambas versiones son idénticas). El único que no se le permitió tener un lugar en las listas del Reino Unido debido a que el tiempo de la música en general del CD superaba el límite de tiempo para que pueda ser clasificada como un sencillo.
El 17 de julio de 2006, un vídeo musical para la canción fue subida en la web oficial de la banda. Se había lanzado inicialmente sólo para pagar a los miembros del club de fanes. En el video se muestra la realización en el estudio junto con fotos y clips de clásicos de la banda a través de su larga carrera.
El solo de guitarra en "The Reincarnation of Benjamin Breeg" es interpretado por Dave Murray.

## Pistas
| 2 track CD |                                                    |          |  |
| N.º        | Título                                             | Duración |  |
| 1.         | «The Reincarnation of Benjamin Breeg»              | 7:21     |  |
| 2.         | «Hallowed Be Thy Name» (Radio 1 'Legends' Session) | 7:13     |  |
| 14:34      |                                                    |          |  |

Toda la música compuesta por Harris, Murray. 
| Edición de promoción |                                                           |          |  |
| N.º                  | Título                                                    | Duración |  |
| 1.                   | «The Reincarnation of Benjamin Breeg»                     | 7:21     |  |
| 2.                   | «The Reincarnation of Benjamin Breeg» (Rock Club Version) | 5:25     |  |
| 12:46                |                                                           |          |  |

| 10" clear vinyl disc |                                                |          |  |
| N.º                  | Título                                         | Duración |  |
| 1.                   | «The Reincarnation of Benjamin Breeg»          | 7:21     |  |
| 2.                   | «The Trooper» (Radio 1 'Legends' Session)      | 3:59     |  |
| 3.                   | «Run to the Hills» (Radio 1 'Legends' Session) | 3:56     |  |
| 14:36                |                                                |          |  |

## Alineación
- Bruce Dickinson – Canto
- Dave Murray – Guitarra líder
- Janick Gers – Guitarra rítmica, coros
- Adrian Smith – Guitarra rítmica, coros
- Steve Harris – Bajo, coros
- Nicko McBrain – Batería

## Posicionamiento
| Listas (2006)           | Posición |
| ----------------------- | -------- |
| Finnish Singles Chart   | 1        |
| French Singles Chart    | 70       |
| German Singles Chart    | 39       |
| Irish Singles Chart     | 18       |
| Norwegian Singles Chart | 9        |
| Swedish Singles Chart   | 1        |
| Swiss Singles Chart     | 74       |